# Schmiede- und Schlossermuseum Schwalbach
Das Schmiede- und Schlossermuseum in Schwalbach-Griesborn zeigt Exponate zur Wirtschaftsgeschichte des Saarlands in einem denkmalgeschützten Bauwerk.

## Vorgeschichte: Kohlegewinnung in Schwalbach und Umgebung
In Schwalbach wurde mindestens seit 1730 Kohle gewonnen; im benachbarten Griesborn gab es seit 1751 zwei Schächte. 1857 wurde eine neue Schachtanlage, der sogenannte „Eisenbahnschacht“ (später „Griesbornschacht“) angelegt, für den ab 1861 ein eigener Gleisanschluss nach Ensdorf genutzt wurde. Die Anlage erhielt anlässlich eines Besuchs des Kronprinzen den Namen „Kronprinz Friedrich Wilhelm“. Ab 1833 wurde im Tiefbau und mit Dampfmaschinen gearbeitet. Nach dem allmählichen Niedergang der Förderanlage in Griesborn wurde diese 1950 geschlossen. Teile der baulichen Anlagen wurden abgerissen; ein anderer Teil wurde als Werkschule der Saarbergwerke weitergenutzt und ging 1969 in den Besitz des Landkreises Saarlouis über.

## Museale Nutzung der alten Anlagen
Der Landkreis errichtete an diesem Standort die Schule am Eisenbahnschacht, die im ehemaligen Trafohaus ein Flachsmuseum betreibt. 
Das Kompressorenhaus, das ungefähr 100 Jahre lang seiner ursprünglichen Bestimmung diente, wurde als letztes unverfälscht erhaltenes Gebäude der Grubenanlage zum Dokument der Industriearchitektur und damit zum Denkmal erklärt. Auf Vorschlag der Landesinnung Metall wurde es als Schmiede- und Schlossermuseum weitergenutzt. Seit 1993 besteht ein Kooperationsvertrag zwischen der Landesinnung Metall und dem Landkreis Saarlouis. Das Gebäude wurde – zum Teil im Rahmen von Arbeitsbeschaffungsmaßnahmen – restauriert, ausgebaut und mit Exponaten zur gewerblichen und industriellen Alltagskultur ausgestattet. Darunter sind Maschinen, Transmissionen, Geräte, Werkzeuge und Werkstücke.

## Exponate
Aus dem Schmiedehandwerk gingen später die anderen Metallberufe hervor. Das 1999 eröffnete Museum zeigt handbetriebene Maschinen und Werkzeuge aus dem 18. und 19. Jahrhundert, darunter Blasebalg, Amboss, Biegehorn und Stauchmaschine. Eine weitere Abteilung ist dem Schmelzschweißen und dem Klempner- und Feinblechnerhandwerk gewidmet. Unter der Empore in der Eingangshalle befinden sich vorwiegend Maschinen aus der Zeit von 1880 bis in die 1920er Jahre, die von Schlossern und Maschinenbauern genutzt wurden, wohingegen im oberen Geschoss des Hauses Maschinen und Werkzeuge aller eisenverarbeitenden Handwerke ausgestellt sind. Über die Geschichte der ehemaligen Kohlengrube informieren zahlreiche Fotografien. In der Außenanlage sind ein Druckluftkompressor, eine Tiefziehpresse, diverse Eisentorpressen, Schmiedehämmer, Drehmaschinen sowie landwirtschaftliche Gerätschaften zu sehen. 